# Evadarea lui Yogi
Evadarea lui Yogi (engleză Yogi's Great Escape) este un film de televiziune animat produs de Hanna-Barbera pentru retransmisie și primul din seria de filme Hanna-Barbera Superstars 10.

## Premis
Începe primăvara în parcul Jellystone iar Ursul Yogi și Boo-Boo se trezesc după hibernare și găsesc un coș cu trei pui de urs orfani, care îi cred unchii lor. După ce aceștia aud că parcul Jellystone ar putea fi închis din cauza bugetului, Yogi, Boo-Boo și cei trei ursuleți fug în pădure ca să nu fie duși la grădina zoologică, în timp ce trec prin o mulțime de peripeții. Aceștia în cele din urmă dau de alte personaje Hanna-Barbera, printre care Quick Draw McGraw, Wally Gator și Snagglepuss.

## Legături externe
- Evadarea lui Yogi la Internet Movie Database
- Evadarea lui Yogi pe site-ul The Big Cartoon DataBase